# 里纳特·卡尔松
里纳特·卡尔松（瑞典語：Lennart Carleson，1928年3月18日—），瑞典数学家。生于斯德哥尔摩。1992年因“其在傅立叶分析、复分析、拟共形映射及动力系统理论方面的基础性贡献”获得沃尔夫奖，2006年又因“其在调和分析和光滑动力系统方面深刻和重大的贡献”而获得阿贝尔奖。

## 生平
1950年获得乌普萨拉大学博士学位，1950年至1951年在美国哈佛大学做博士后研究。后在乌普萨拉大学、斯德哥尔摩大学、皇家理工学院任教。1986年兼任美国加州大学洛杉矶分校教授，并曾担任斯坦福大学和麻省理工学院客座教授。

## 学术成就
卡尔松是当代分析大师，解决了许多困难的未决问题。其中最轰动的是他在1965年证明了Lusin猜想成立，解决了困扰傅立叶分析领域多年的一个基础问题。这一结果的证明过程非常之难，以至于此后30年内很少有数学家能够应用。
他的另一重大贡献是解决了日冕问题(Corona)，由此得到的卡尔松测度已经成为傅立叶分析和复分析的基本工具。
1972年证明在二维情形任意阶的Bochner-Riesz均值都有界（4/3<p<4），1988年与Benedicks合作证明Hénon映射对非空参数集均存在奇异吸引子从而打开了系统研究此类动力系统的大门，也是他非常有影响的贡献。

## 评价
卡尔松在多个领域都有建树，有人评价他总是解决开创性的最困难的问题，然后就转到其他领域，将空间留给他人。
阿贝尔委员会这样评价卡尔松：“他的工作已经永远改变了我们对分析的看法。他不仅证明了极难的问题，而且他引入的证明方法与定理本身同等重要。”

## 社会活动
卡尔松是瑞典科学院院士，美国艺术与科学院、俄罗斯科学院、英国皇家学院、法国、丹麦、挪威、芬兰、匈牙利等科学院外籍院土。1968年到1984年曾任Mttag－Leffler研究所所长。曾担任Acta Mathematica杂志编辑。 
卡尔松曾于1978年到1982年任国际数学联盟主席，期间极力促成中国数学会取得代表权。他还积极建立了表彰年轻理论计算科学家的奈望林纳奖。他还热心数学普及工作，曾撰写了科普著作“Matematik för vår tid”（我们时代的数学）。他培养的26名博士，大多成为全世界各大名校的教授。

## 著作
- Complex dynamics , Springer
- Matematik för vår tid